# Nombre d'Ekman
El nombre d'Ekman (Ek), anomenat així fent honor a V. Walfrid Ekman, és un nombre adimensional emprat en la descripció de fenòmens geofísics als oceans i en l'atmosfera. Caracteritza la relació entre forces viscoses i força de Coriolis degudes a la rotació planetària.
Generalment, en qualsevol flux giratori, el nombre d'Ekman és la relació entre forces viscoses i forces de Coriolis. Quan el nombre d'Ekman és petit, les pertorbacions són capaces de propagar-se abans de decaure a causa d'efectes de fricció. El nombre d'Ekman descriu l'ordre de magnitud de la capa d'Ekman, una capa límit en la qual la difusió viscosa es troba en equilibri amb els efectes deguts a la força Coriolis més que no pas amb la inèrcia convectiva -com seria l'habitual.

## Definicions
Es defineix com:
{\displaystyle Ek={\frac {\nu }{2D^{2}\Omega \sin \varphi }}}
on:
- D és la longitud característica (habitualment vertical) del fenomen,
- ν és la viscositat cinemàtica,
- Ω és la velocitat angular de rotació planetària,
- φ és la latitud.

El terme 2Ωsinφ és la freqüència de Coriolis.
Apareixen altres definicions en la literatura.
Així, Tritton el defineix en termes de viscositat cinemàtica, velocitat angular i longitud característica (L), tal com:
{\displaystyle \mathrm {Ek} ={\frac {\nu }{\Omega L^{2}}}}
I el formulari de NRL el plasma com:
{\displaystyle \mathrm {Ek} ={\sqrt {\frac {\nu }{2\Omega L^{2}}}}}
L'NRL afirma que aquesta última definició equival a l'arrel del quocient entre el nombre de Rossby i el nombre de Reynolds. Anàlogament existeixen diverses definicions del nombre de Rossby.